# Pierre Alain Boudousquié
Pierre Alain Boudousquié (Cahors, 9 maggio 1791 – Cahors, 4 settembre 1867) è stato un politico francese.

Traité de l'assurance, 1829 (Fondazione Mansutti, Milano).

Partecipò prima alla campagna di Russia, dove restò ferito e, in seguito, alla Rivoluzione di luglio. Nel 1834 fu nominato deputato al Parlamento. Nel 1818 ottenne il titolo di avvocato, occupandosi in particolare di assicurazioni, su cui basò il Traité de l'assurance contre l'incendie nel 1829. Il libro è il primo testo in lingua francese a occuparsi dell'assicurazione incendio. L'opera è divisa in due parti, mentre in conclusione sono riportati tariffe e statuti delle compagnie assicurative dell'epoca, in particolare la Société d'assurance mutuelle de Paris e la Compagnie d'assurances générales, entrambe fondate a Parigi.